# نارفيك

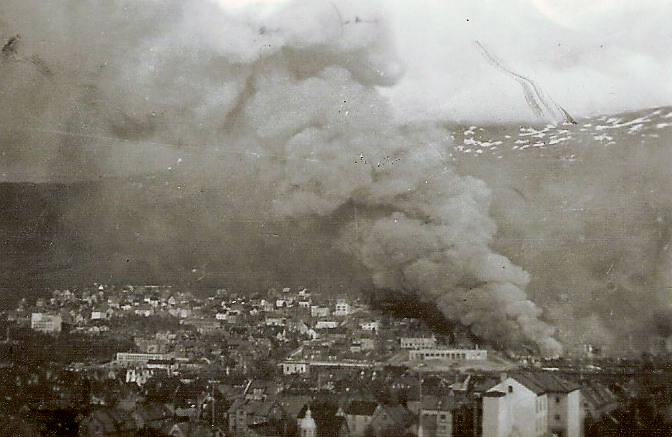
احتراق نارفيك بعد القصف الألماني في 2 يونيو 1940

نارفيك (بالنرويجية: Narvik)‏ هي ثالث أكبر بلدة وبلدية في مقاطعة نوردلاند، النرويج من حيث عدد السكان. المركز الإداري للبلدية هي بلدة نارفيك. وتقع نارفيك على شواطئ خليج أوتوت. وتعد البلدية جزءاً من منطقة أوفوتن التقليدية في شمال النرويج ضمن الدائرة القطبية الشمالية.

## أعلام
- ماريت روزبرغ ياكوبسن
- إينغيبريغت يوهانسون
- مورتن هاري اولسن
- جير براتلاند
- بير ويلي غوتورمسن
- أسبغورن هالفورسن